# Brise-glace
Cet article concerne le navire. Pour l'activité, voir Brise-glace (activité). Pour le film, voir Brise-glace (film). Pour le groupe de musique, voir Brise-Glace.
Pour le film, voir Le Brise-glace. Pour la salle de spectacle, voir Le Brise Glace.

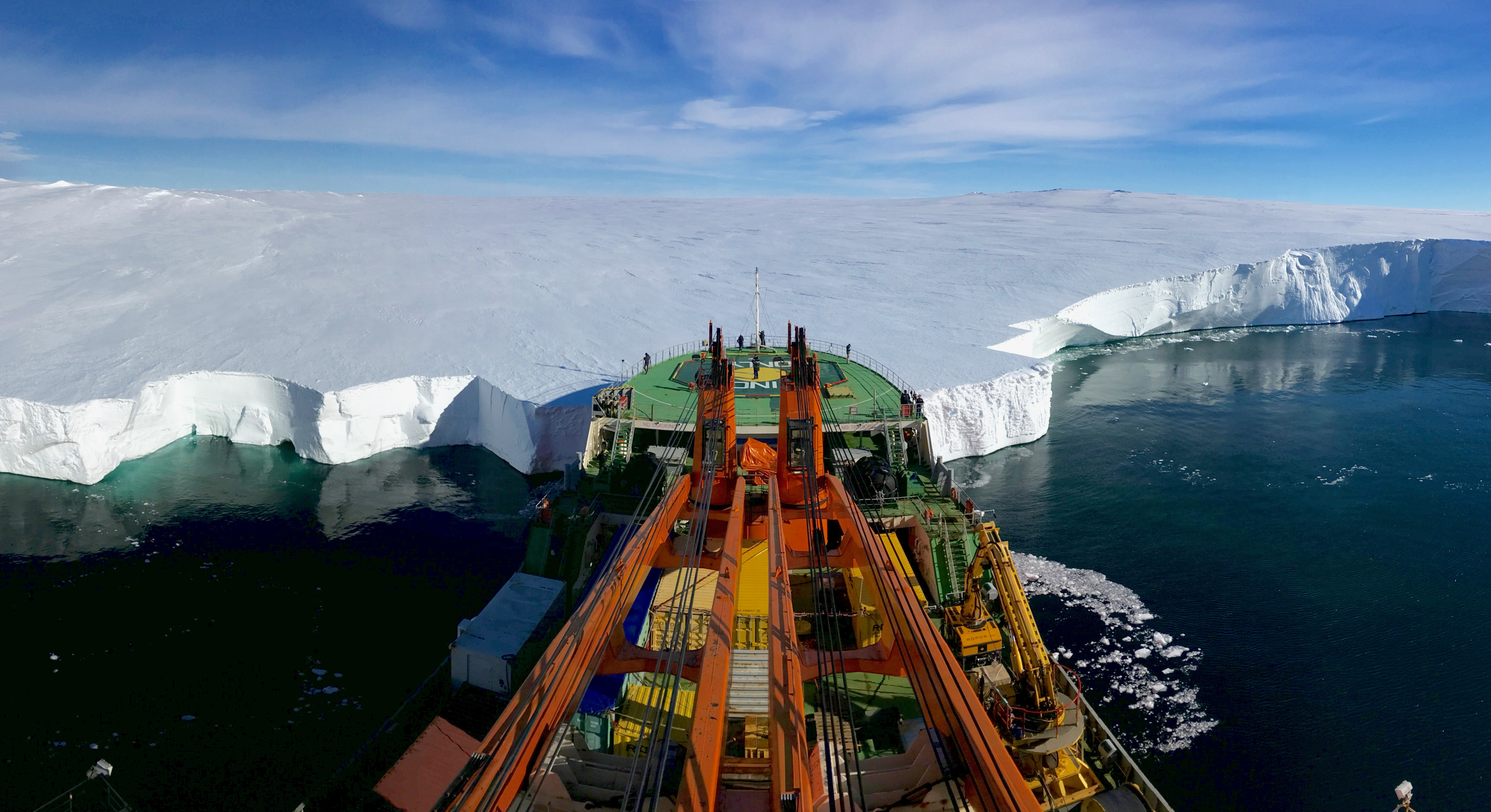
Photo d'un brise-glace contre la glace en Antarctique.

Un brise-glace est un navire spécialement conçu pour ouvrir ou maintenir ouvertes des voies de navigation dans des eaux prises par la banquise, que ce soit en haute mer près des pôles terrestres, ou sur des lacs ou des cours d'eau.
Le brise-glace est originairement une pièce de bois à angle aigu, assemblée sur l'avant-bec d'un pont destiné à briser les glaces et les écarter.
Au singulier, certains dictionnaires admettent aussi « un brise-glaces ». Au pluriel, on écrit conventionnellement dans cet article « des brise-glace », en application de l'invariabilité reconnue par l'Académie française, mais l'écriture brise-glaces est aussi conforme depuis 
les  rectifications orthographiques de 1990.
,.

## Généralités
Pour qu'un navire soit considéré comme un brise-glace, il doit disposer de trois caractéristiques : une coque renforcée pour le passage dans la glace, une étrave de forme spéciale, et suffisamment de puissance pour avancer. Un navire « ordinaire », sans coque renforcée, ne se risque pas à toucher la glace. Pour se frayer un chemin, un brise-glace utilise sa puissance pour avancer sur la glace, puis son poids la casse ; il faut ensuite que l’étrave dégage les morceaux cassés sur le côté afin qu'ils ne s'entassent pas sur l'avant. Le cycle se répète ensuite.
Le système de propulsion peut courir un grand risque d'endommagement. Avec les nombreuses vibrations induites par le passage dans la glace, ce sont les principaux problèmes que les architectes navals tentent de résoudre.

## Historique

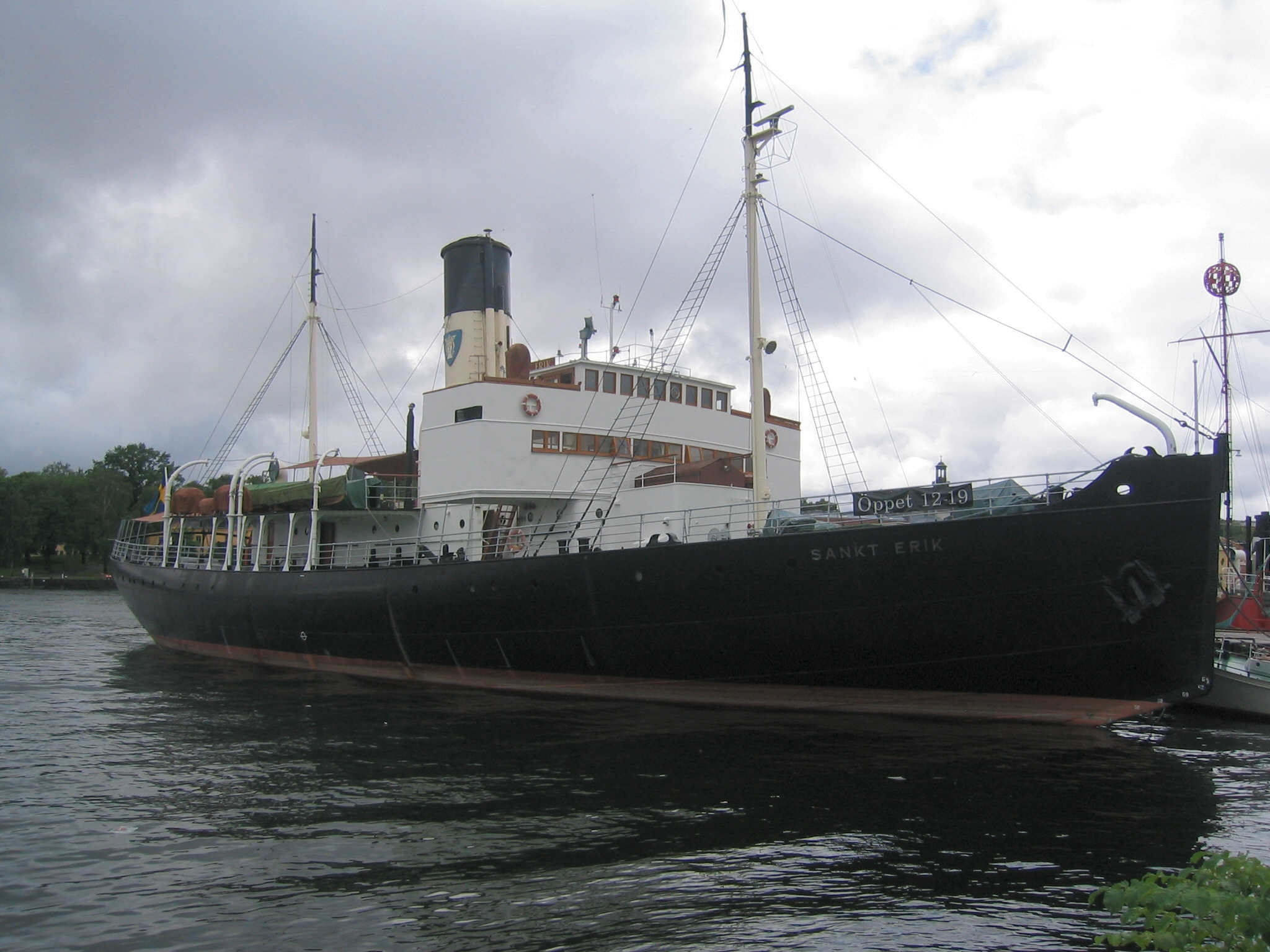
Sankt Erik, brise-glace lancé en 1915. L'étrave a déjà une forme moderne.

Des bateaux renforcés pour le passage dans la glace existaient dès les premières expéditions polaires. En bois, et utilisant des formes conventionnelles, ils étaient renforcés par une deuxième couche au niveau de la flottaison et de nombreux renforts ; des bandes de fer étaient placées autour de la coque, et parfois des plaques de métal au niveau de l'étrave et sous la quille. Ces renforts étaient destinés à faciliter le passage dans la glace mais aussi à limiter les dégâts si le navire était pris dans les glaces, incapable de bouger : dans ce cas, les forces transmises par la banquise (provenant de l'action du vent à une grande distance) peuvent écraser la coque ; ce fut le cas pour l’Endurance d'Ernest Shackleton.

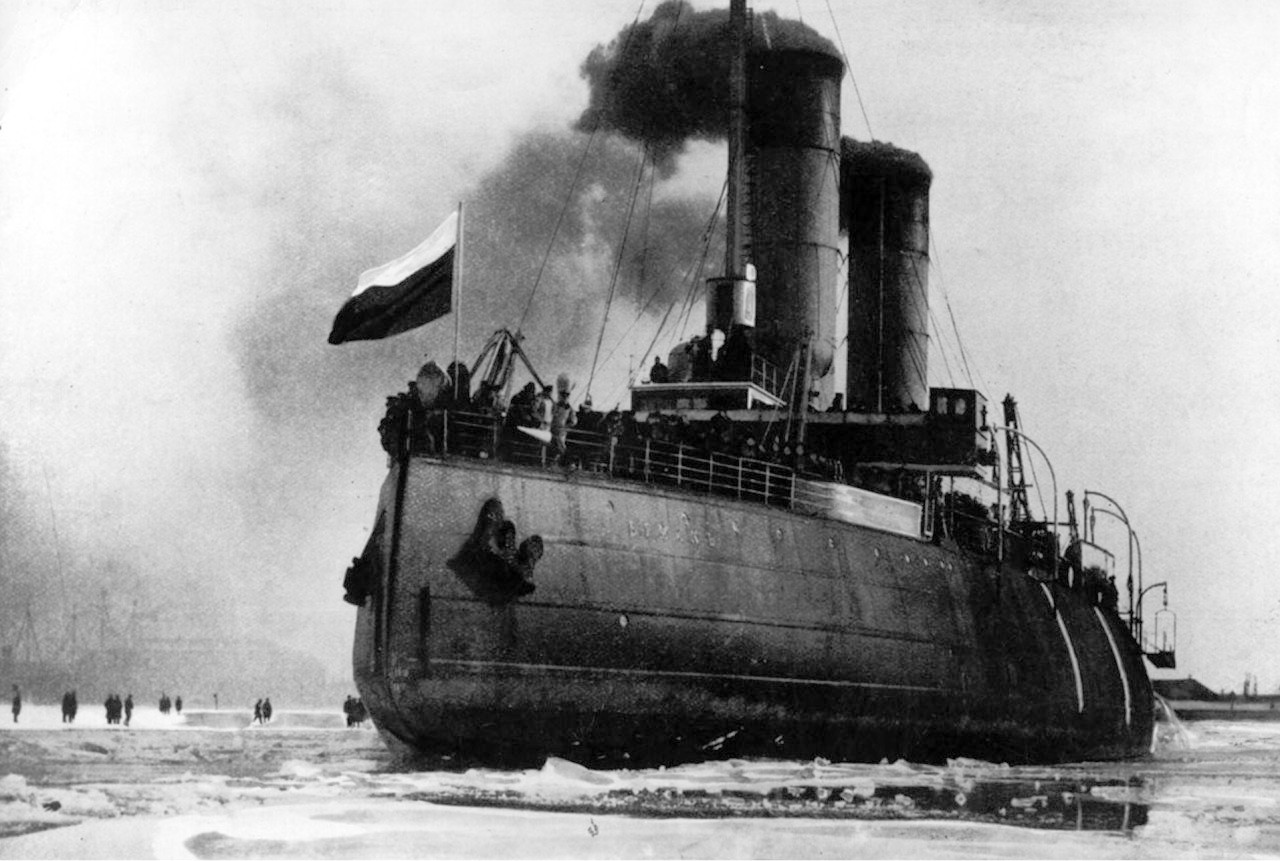
Le Yermak russe de 1917.

Le premier brise-glace connu équipé d'une machine à vapeur était le Pilot, construit à Kronstadt en 1864. Au début du XXe siècle, de nombreuses nations commencèrent à exploiter des brise-glace côtiers ; la Russie (puis l'Union soviétique) construisit aussi plusieurs brise-glace océaniques, déplaçant environ 10 000 tonnes. D'autres avancées technologiques survinrent, mais le principal progrès fut le développement de la propulsion nucléaire, avec le brise-glace russe Lénine de 1959.

## Architecture

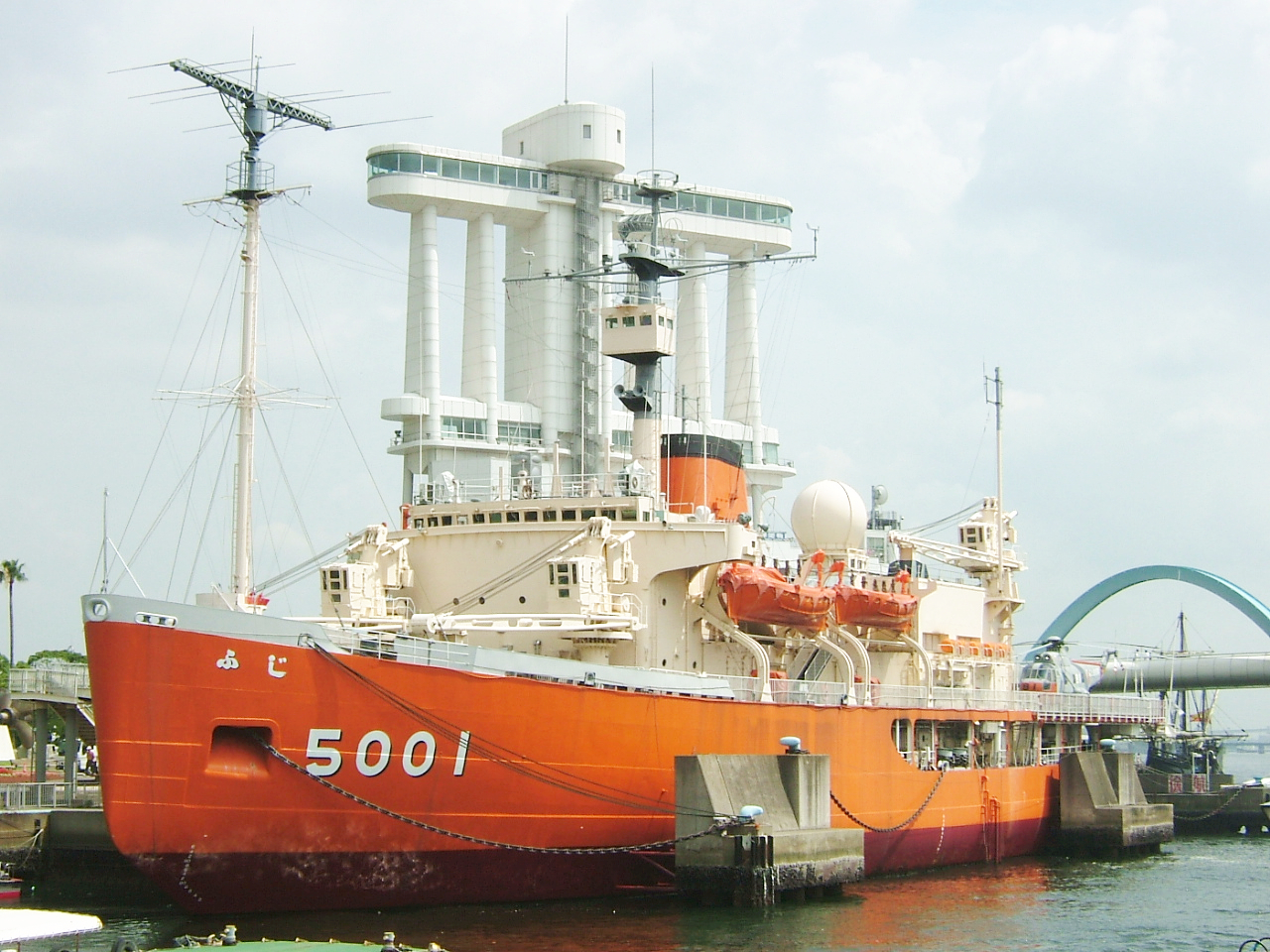
Le brise-glace japonais Fuji, transformé en bateau-musée. On distingue la forme caractéristique de l'étrave.

Un brise-glace moderne a en général une étrave convexe, en plusieurs segments. Il comporte des hélices protégées à la fois à l'avant et à l'arrière, pour pouvoir faire marche arrière facilement, ainsi que des propulseurs d'étrave et de poupe. Une grande majorité des brise-glace modernes ne possèdent plus d'hélice d'étrave et font usage de nouvelles technologies telles que les peintures haute performance afin de réduire la friction entre la coque et la glace leur permettant de faire marche arrière plus facilement. Le brise-glace utilise à la fois son poids (déplacement) et sa puissance pour monter sur la glace et la briser. La forme de la coque est conçue afin de lui permettre de conserver un maximum de stabilité dans ces conditions. La superstructure est souvent rehaussée et isolée du reste de la coque, afin de réduire les vibrations transmises. On trouve souvent une plate-forme pour hélicoptères pour la liaison et la reconnaissance.
Certains systèmes sont typiques de ces navires : ils comportent souvent des ballasts latéraux et de puissantes pompes, afin de faire rouler rapidement le navire d'un bord à l'autre et éviter de rester pris dans les glaces. Des ouvertures peuvent également être pratiquées dans la coque, sous la flottaison, afin d'éjecter des bulles qui permettent de casser la glace si le navire se retrouve coincé.
L'absence d'appendices et leur quille ronde les rendent particulièrement propices au roulis ; certains utilisent des systèmes antiroulis, en général des ballasts supplémentaires, puisqu'il est impossible d'utiliser des appendices extérieurs. Ils ont aussi une consommation de carburant assez élevée. Un autre problème est leur passage dans les vagues, puisque leur proue arrondie les rend vulnérables au slamming (chocs qui se produisent sur les parties planes du fond d'un navire quand ce dernier retombe dans l'eau après avoir émergé).

### Avancées récentes

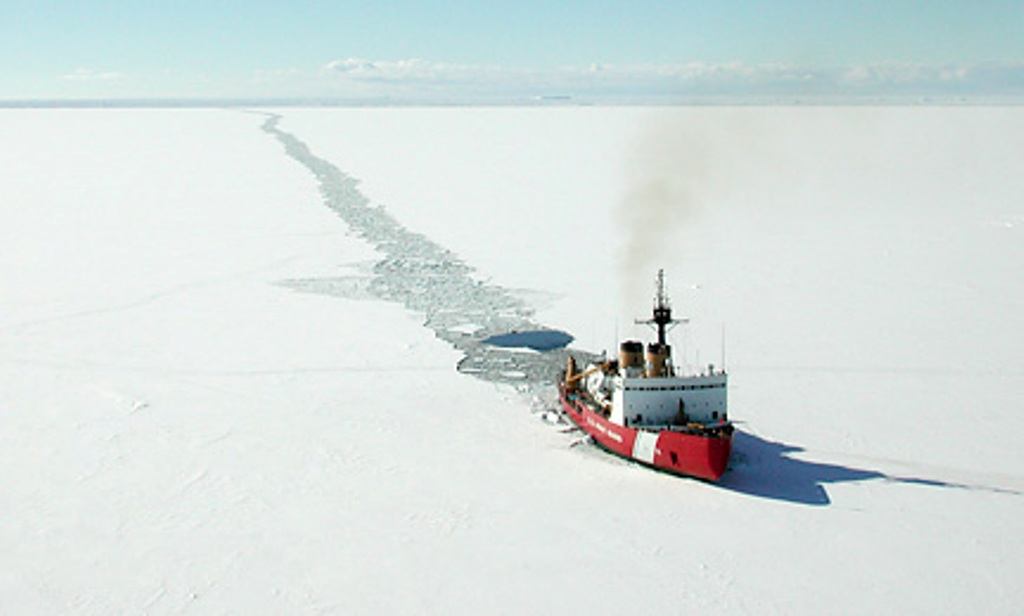
Le Polar Sea américain en route.

Parmi les récentes avancées, on peut citer les pods, propulseurs orientables, qui améliorent à la fois la manœuvrabilité et l'efficacité. Ils sont situés suffisamment profondément pour éviter les chocs avec un bloc de glace.
Ces propulseurs sont utilisés en particulier sur des pétroliers (DAT : Double Acting Tanker) qui naviguent en marche avant en mer ouverte et en marche arrière dans la glace : leur poupe a une forme d'étrave de brise-glace.
Au cours des années 1970 et à ce jour, le Canada (particulièrement la Garde côtière canadienne) a été un précurseur dans l'utilisation à succès des aéroglisseurs comme brise-glace sur les rivières. Pour casser la glace le véhicule à coussin d'air adopte une vitesse moyenne qui lui permet de bâtir et pousser sur son avant une vague comparable à celles que produisent les embarcations conventionnelles lorsqu'elles atteignent leur vitesse de déjaugeage. La couverture de glace étant rigide, cette vague introduite sous la glace, oblige la surface de glace à se briser à la suite d'un manque d'appui. En conservant la bonne vitesse, le pilote peut maintenir cette vague sous la glace sur des distances impressionnantes. Ces appareils sont utilisés dans certaines conditions de glaces particulières étant donné la vulnérabilité de leurs jupes. Ces véhicules à coussin d'air travaillent principalement aux activités de prévention des inondations sur les rivières, en diminuant les possibilités d'embâcles lors des débâcles printanières.

### Brise-glace à propulsion nucléaire
Les brise-glace à propulsion nucléaire disposent d’une puissance et d'une autonomie accrues leur permettant de naviguer plus longtemps à pleine puissance sans rejet de CO2 dans l’atmosphère. La Russie dispose d’une flotte de brise-glace à propulsion nucléaire aptes à la navigation dans les mers arctiques et notamment sur la route maritime du Nord.

### Classification
Les sociétés de classification appliquent différents critères pour classer un navire comme « brise-glace », ou « capable de naviguer dans la glace ». De la classification dépendra la zone de navigation, elle-même établie selon l'épaisseur et le type de glace.
Le tableau ci-dessous présente quelques classifications courantes, définies selon le type et l'épaisseur de glace de la zone d'opération. Les classes « CAC » sont les « Canadian Arctic Classes », qui s'appliquent aux brise-glaces
, tandis que les « Type »  sont plutôt pour les navires marchands renforcés, comme on rencontre dans la Baltique. Les classes 1A et 1AS sont utilisées par les sociétés de classification générales, comme la Lloyd's ou Det Norske Veritas.

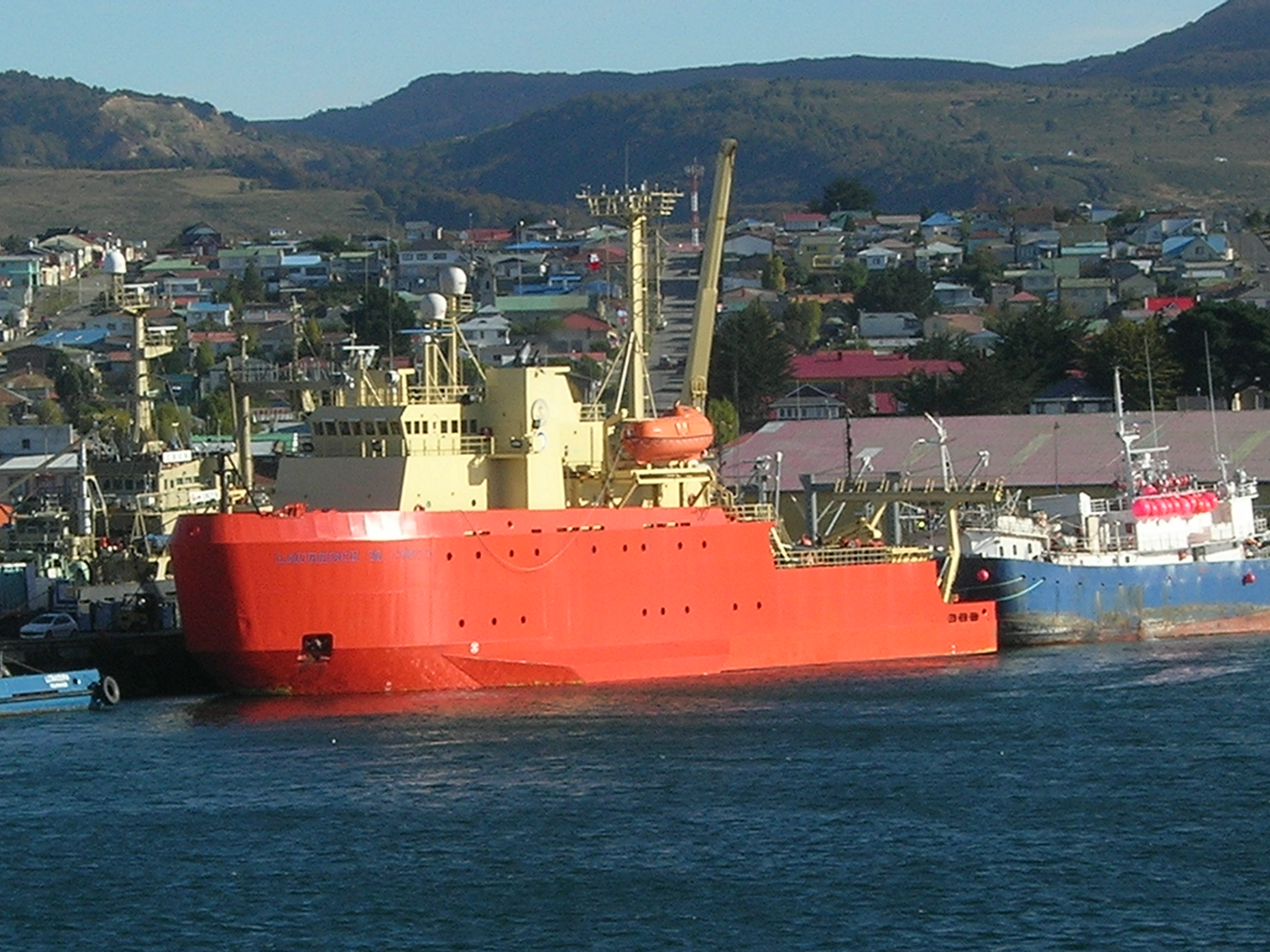
Le Laurence M. Gould, brise-glace américain dans le port de Punta Arenas (Chili).

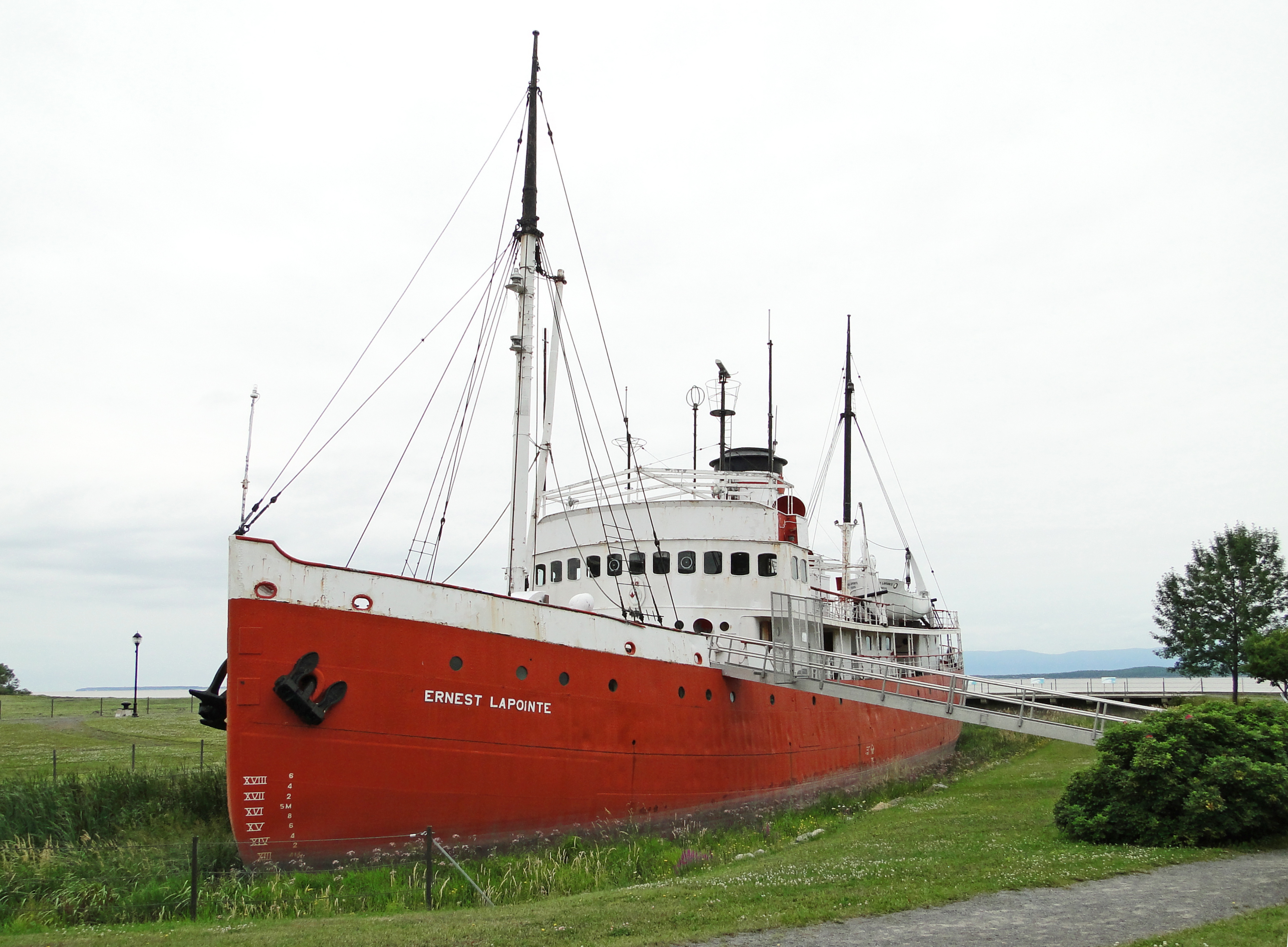
L’Ernest Lapointe au Musée maritime du Québec à L'Islet au Québec

| Classe | Type de glace      | Épaisseur (m) |
| ------ | ------------------ | ------------- |
| CAC 1  | Plusieurs années   | -             |
| CAC 2  | Plusieurs années   | > 3           |
| CAC 3  | 2e année           | > 2           |
| CAC 4  | 1re année, épaisse | > 1,2         |
| 1AS    | 1re année, moyenne | 0,7 - 1,2     |
| Type A | 1re année, moyenne | 0,7 - 1,2     |
| Type B | 1re année, fine    | 0,5 - 0,7     |
| Type C | 1re année, fine    | 0,3 - 0,5     |
| Type D | grise-blanche      | 0,15 - 0,30   |
| Type E | grise              | 0 - 0,15      |

| Société de classification / Administration nationale | Équivalences approximatives entre classes | Équivalences approximatives entre classes | Équivalences approximatives entre classes | Équivalences approximatives entre classes | Équivalences approximatives entre classes | Équivalences approximatives entre classes | Équivalences approximatives entre classes | Équivalences approximatives entre classes | Équivalences approximatives entre classes |
| ---------------------------------------------------- | ----------------------------------------- | ----------------------------------------- | ----------------------------------------- | ----------------------------------------- | ----------------------------------------- | ----------------------------------------- | ----------------------------------------- | ----------------------------------------- | ----------------------------------------- |
| Conseil consultatif maritime canadien (CCMC)         |                                           | CAC 1                                     | CAC 2                                     | CAC 3                                     | CAC 4                                     | Type A                                    | Type B                                    | Type C                                    | Type D                                    |
| Russian Maritime Register of Shipping                | LL1                                       | LL2                                       | LL3                                       | LL4                                       | ULA                                       | UL                                        | L1                                        | L2                                        | L3                                        |
| Det Norske Veritas                                   | P30                                       | P20                                       | P10 / I15                                 | I10                                       | I05                                       | 1A*                                       | 1A                                        | 1B                                        | 1C                                        |
| Lloyd's Register of Shipping                         | LR 3                                      | LR 2                                      | LR 2 / LR 1.5                             | LR 1.5                                    | LR 1 / 1AS                                | 1A                                        | 1B                                        | 1B                                        | 1C                                        |
| Administrations finlandaises et suédoises            |                                           |                                           |                                           |                                           |                                           | 1AS / 1A                                  | 1B                                        | 1B / 1C                                   | 1C                                        |
| Germanischer Lloyd                                   |                                           |                                           |                                           |                                           |                                           | E4                                        | E3                                        | E2                                        | E1                                        |
| Bureau Veritas                                       |                                           |                                           |                                           |                                           |                                           | 1AS                                       | 1A                                        | 1B                                        | 1C                                        |
| American Bureau of Shipping                          |                                           |                                           |                                           |                                           |                                           | 1AA                                       | 1A                                        | 1B                                        | 1C                                        |

## Opération
Les brise-glace sont requis afin de garder les routes commerciales ouvertes, que la banquise soit saisonnière ou permanente ; ils sont aussi utilisés dans les ports, par exemple pour que les bateaux de pêche puissent sortir ; de petits brise-glace sont également utilisés dans les canaux, par exemple par VNF, pour permettre la circulation des péniches en hiver.
Ce sont des navires coûteux, à l'achat comme à l'utilisation et ce quel que soit leur moyen de propulsion. En raison de leur forme, ils ont aussi un comportement à la mer qui les rend inconfortables en haute mer ; dans la glace, ce sont les vibrations qui réduisent le confort.

## Galerie photos

NGCC Des Groseilliers : préparation pour sa mission hiver 2007 sur le fleuve St-Laurent et en Arctique
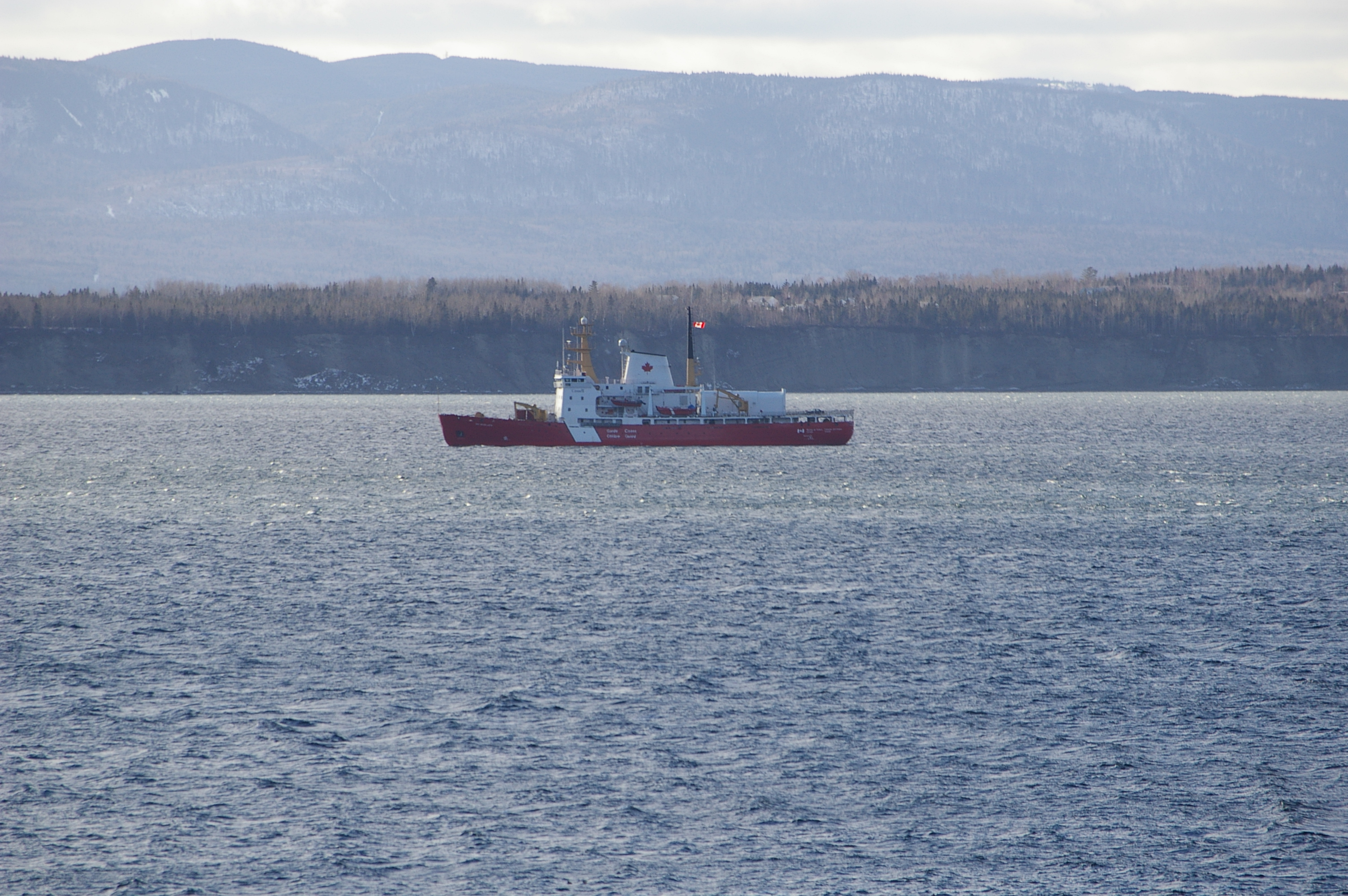
Dans la baie de Gaspé (rivière Dartmouth).
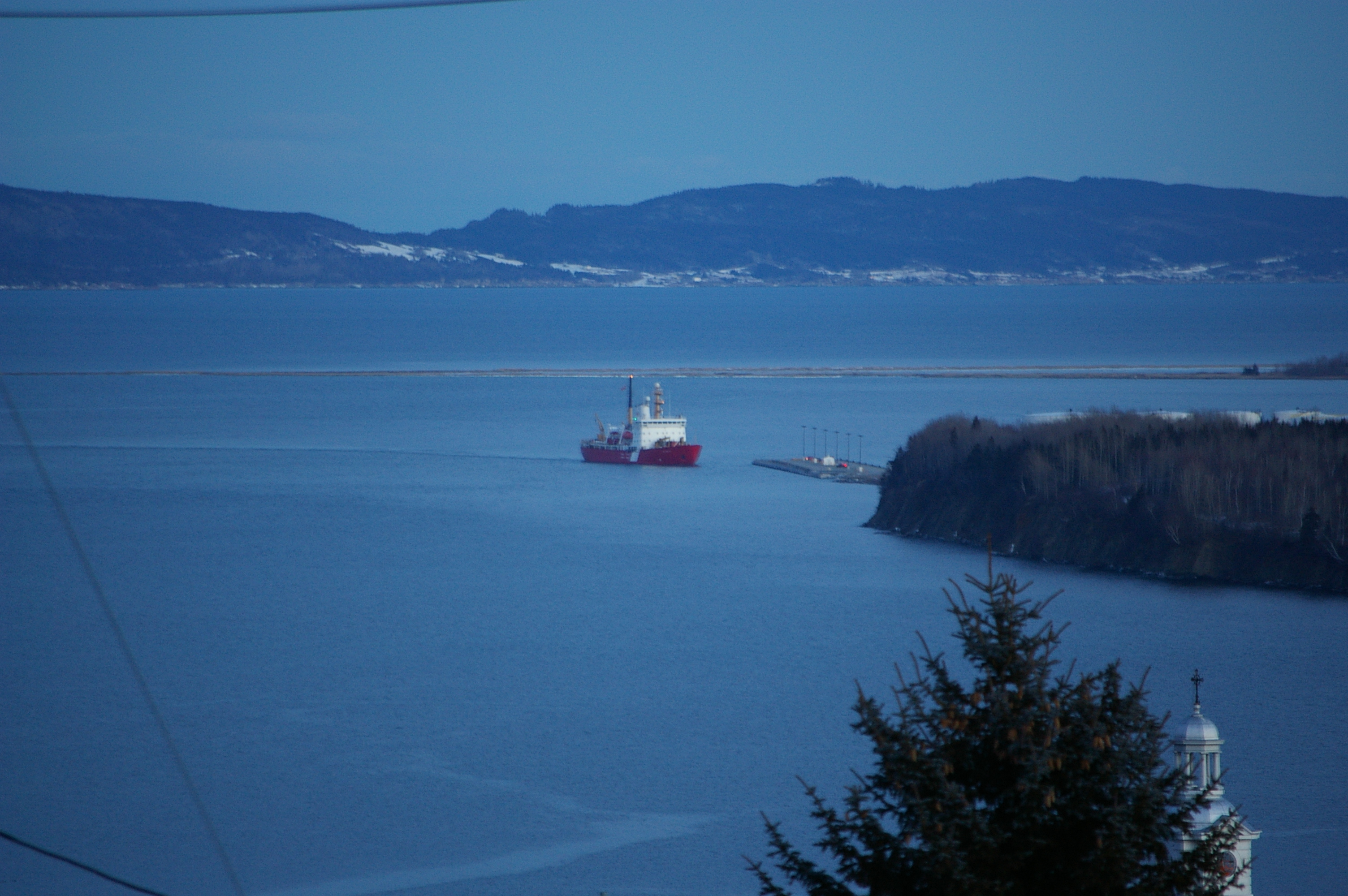
NGCC Des Groseilliers en approche du quai de Gaspé (Sandy beach).
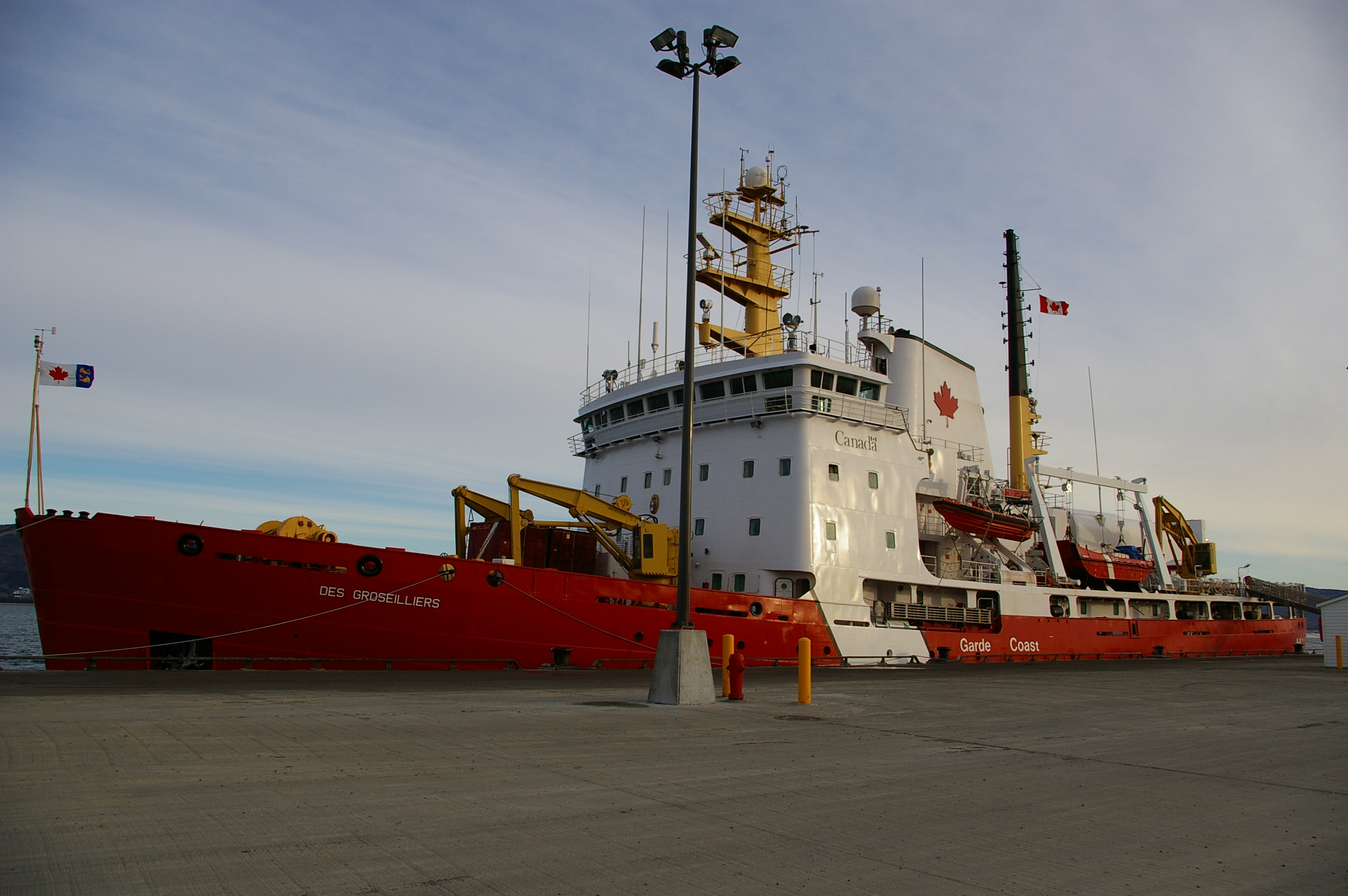
NGCC Des Groseilliers au port de Gaspé.
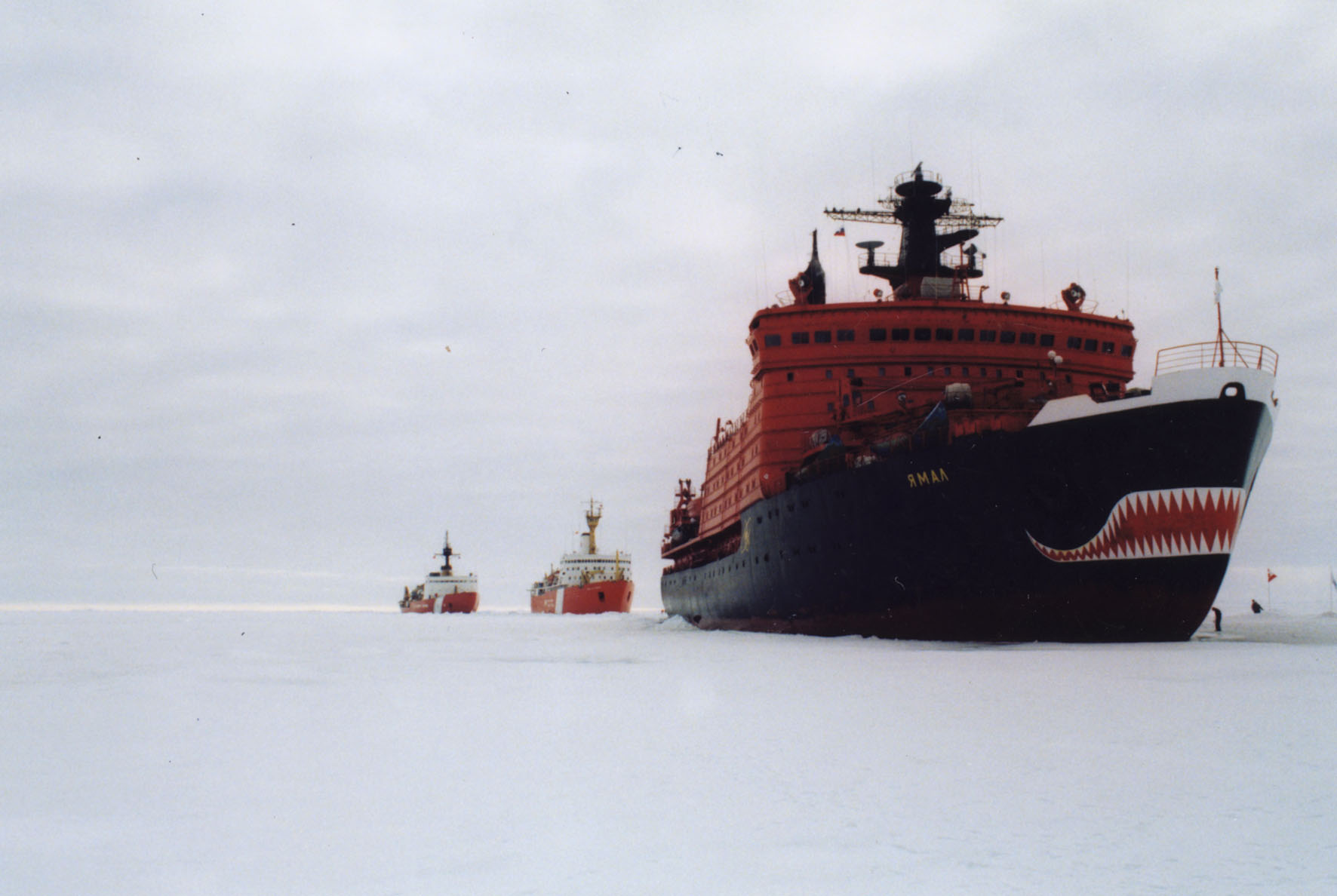
Trois brise-glace, le Yamal russe à propulsion nucléaire en tête, suivi d'homologues canadien et des États-Unis, se sont donné rendez-vous le 1er août 1994 pour tracer une route dans l'océan Arctique occidental, non loin du pôle Nord.
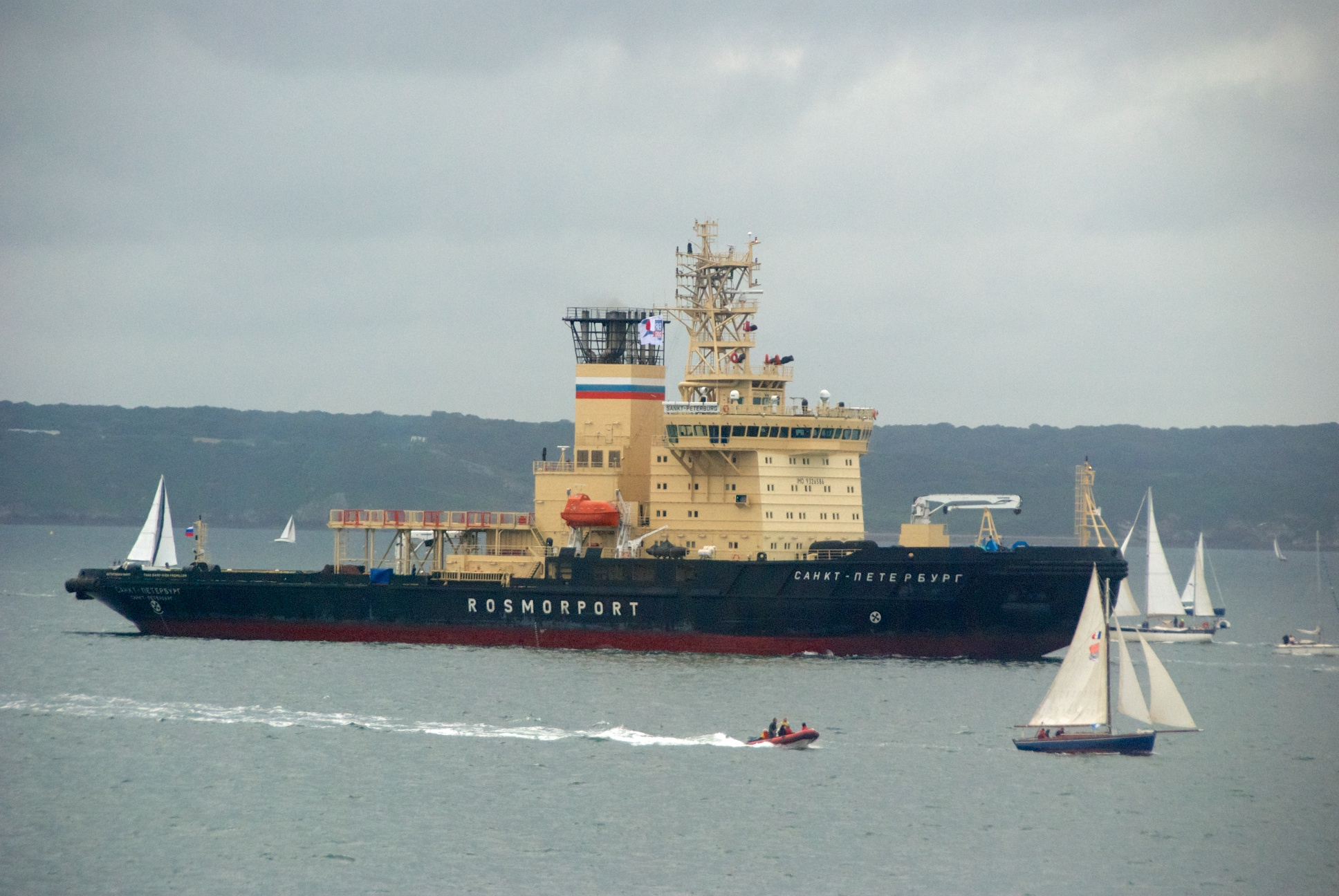
Le Sankt-Peterburg à Brest pour les Tonnerres de Brest 2012.
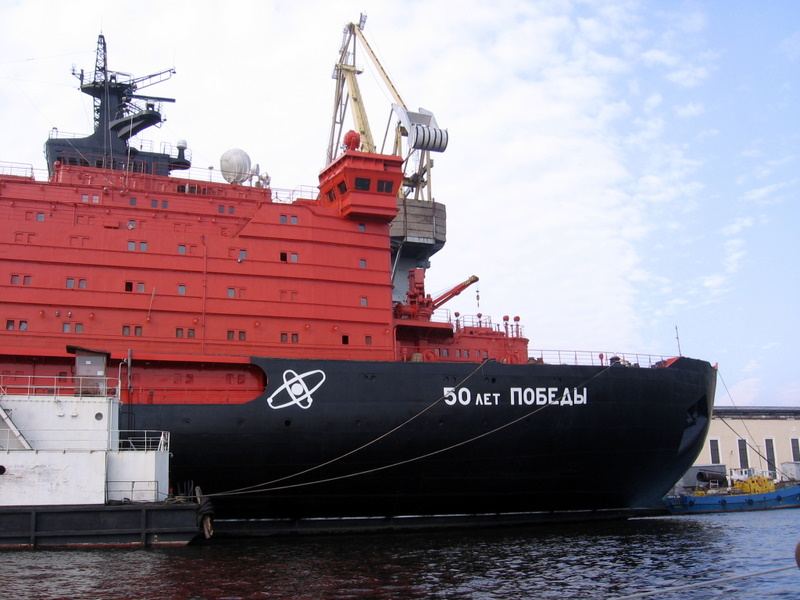
Le NS 50 Let Pobedy à quai, un des plus gros du genre à propulsion nucléaire.